# Java EE
Java Platform, Enterprise Edition, скорочено Java EE (до версії 5.0 — Java 2 Enterprise Edition або J2EE) — обчислювальна корпоративна платформа Java. Платформа надає API та виконавче середовище для розробки і виконання корпоративного програмного забезпечення, включаючи мережеві та веб сервіси, та інші масштабовані, розподілені застосунки. Java EE розширює стандартну платформу Java (Java SE - Java Standart Edition).
J2EE є промисловою технологією і здебільшого її використовують у високопродуктивних проєктах, у яких необхідна надійність, масштабованість і гнучкість.
Компанія Oracle, яка придбала Sun (фірму, що створила Java), активно просуває Java EE в поєднанні зі своїми технологіями, зокрема з СКБД Oracle.

## Версії
Актуальна версія Java EE має номер 8.0
Під час переходу на версію 5.0 змінилась і назва специфікації з J2EE на Java Platform, Enterprise Edition, скорочено Java EE.
| Версія | Повне ім'я                                  | Дата випуску      |
| ------ | ------------------------------------------- | ----------------- |
| 1.0    | Java 2 Platform Enterprise Edition, v 1.0   | грудень 1999      |
| 1.2    | Java 2 Platform Enterprise Edition, v 1.2   | 2000              |
| 1.2.1  | Java 2 Platform Enterprise Edition, v 1.2.1 | 23 травня 2000    |
| 1.3    | Java 2 Platform Enterprise Edition, v 1.3   | 24 вересня 2001   |
| 1.4    | Java 2 Platform Enterprise Edition, v 1.4   | 24 листопада 2003 |
| 5.0    | Java Platform, Enterprise Edition, v 5      | 11 травня 2006    |
| 6.0    | Java Platform, Enterprise Edition, v 6      | 6 грудня 2009     |
| 7.0    | Java Platform, Enterprise Edition, v 7      | 28 травня 2013    |
| 8.0    | Java Platform, Enterprise Edition, v 8      | 31 серпня 2017    |

## Технології
Java EE містить стандарти таких технологій:
- Вебсервіс
- Сервлет (javax.servlet и javax.servlet.http)
- Java Server Pages
- Enterprise JavaBean (javax.ejb.*)
- J2EE Connector
- Java Message Service (javax.jms.*)
- Інтерфейс для обробки XML
- Java Authorization Contract for Containers
- JavaServer Faces (javax.faces.component.html)
- Java Persistence API (javax.persistence)

## Сервер застосунків
Сервер застосунків J2EE — це реалізація системи згідно зі специфікацією J2EE, яка забезпечує роботу модулів з логікою конкретної програми. Містить щонайменше такі сервіси[джерело?]:
- EJB-контейнер, який підтримує автоматичну синхронізацію Java об'єктів з базою даних (CMP — container managed persistence, BMP — bean managed persistence);
- JMS — сервіс доставки повідомлень між компонентами та серверами;
- керування ресурсами (доступ до СКБД, файлової системи і т. д.);
- безпека та захист даних;
- підтримка транзакцій (зокрема і розподілених). Див. Java Transaction API.
- вебсервер і сервлет-сервер;
- підтримка вебсервісів.
- JSF

Apache Tomcat не реалізує всі специфікації J2EE, лише Servlet API/JSP.
| Сервер          | 2002 | 2003 | 2004 | 2005 | 2006 | 2007 |
| --------------- | ---- | ---- | ---- | ---- | ---- | ---- |
| Apache Tomcat   | —    | —    | —    | —    | —    | 61%  |
| IBM WebSphere   | 29%  | 40%  | 34%  | 37%  | 37%  | 37%  |
| JBoss           | 14%  | 27%  | 35%  | 37%  | 32%  | 30%  |
| Oracle WebLogic | 25%  | 35%  | 29%  | 27%  | 24%  | 25%  |
| Oracle AS       | 21%  | 29%  | 22%  | 27%  | 22%  | 26%  |
| Sun One AS      | 12%  | 14%  | 14%  | 20%  | 19%  | 21%  |
| Macromedia JRun | 15%  | 10%  | 8%   | 8%   |      |      |

Weblogic і Websphere мають засоби автоматизації налаштування — Weblogic Scripting Tool (WLST) і wsadmin відповідно. Вони використовують Jython — реалізацію Python для JVM.

## Конкурентні технології
- Microsoft .NET

На відміну від Microsoft .NET, J2EE є не продуктом, а набором специфікацій, реалізації яких у цей час є від SUN, IBM, Oracle (BEA) та інших компаній. Microsoft .NET є більш закритим продуктом.

## Виноски
1. ↑  Differences between Java EE and Java SE - Your First Cup: An Introduction to the Java EE Platform. Docs.oracle.com. 1 квітня 2012. Архів оригіналу за 5 липня 2013. Процитовано 18 липня 2012.

## Дивись також
- Шаблони J2EE
- Java
- JSP
- EJB
- Hibernate
- Seam
- JMS
- SOA
- CORBA
- DTO